# Probota (gmina)
Probota – gmina w Rumunii, w okręgu Jassy. Obejmuje miejscowości Bălteni, Perieni i Probota. W 2011 roku liczyła 3479 mieszkańców.